# Alice au bal masqué
Alice au bal masqué ('titre original : 'The Clue of the Velvet Mask, littéralement : L'Indice dans le masque de velours) est le trentième roman de la série américaine Alice (Nancy Drew en VO) écrit par Caroline Quine, nom de plume collectif de plusieurs auteurs. L'auteur de ce roman est Mildred Wirt Benson. 
Aux États-Unis, le roman a été publié pour la première fois en 1953 par Grosset & Dunlap, New York. En France, il est paru pour la première fois en 1955 chez Hachette Jeunesse dans la collection « Bibliothèque verte » sous le no 19. 

## Résumé
Remarque : le résumé est basé sur les éditions cartonnées non abrégées parues de 1955 à 1975 en langue française.
Alice et ses amies Bess et Marion sont invitées au bal costumé donné par les parents de Gloria Harwick, une camarade d'Alice. James Roy, le père d'Alice, les informe qu'une série de cambriolages a récemment eu lieu aux réceptions données dans les maisons les plus riches de River City, et, sur le ton de la plaisanterie, il demande à Alice d'ouvrir l’œil. Il ne croyait pas si bien dire car au bal des Harwick, Alice et Ned aperçoivent un couple costumé en train de voler de précieux bibelots. Dans sa fuite, le voleur perd sa cagoule : sur l'envers de la soie figure une série de chiffres écrits à la main. 
Au bal est également venue une autre amie d'Alice, Linda Sedley, qui est présente en qualité d'employée. Arrivée sur les lieux, c'est elle que la police soupçonne du vol. Alice innocente son amie et décide de retrouver la trace des cambrioleurs. Elle s'informe de la prochaine réception donnée à River City, puis se débrouille pour s'y faire inviter. Malgré sa vigilance, un cambriolage a de nouveau lieu. Ni Alice ni la police ne parviennent à mettre la main sur le fameux Gang au Masque de velours ...

## Personnages

### Personnages récurrents
- Alice Roy, dix-huit ans, détective amateur blonde, orpheline de mère, fille de James Roy.
- James Roy, avoué[2] de renom, père d'Alice Roy, veuf.
- Bess Taylor, jeune fille blonde et rondelette, une des meilleures amies d'Alice.
- Marion Webb, jeune fille brune et sportive, cousine germaine de Bess Taylor et une des meilleures amies d'Alice.
- Ned Nickerson, jeune homme brun et athlétique, ami et chevalier servant d'Alice, étudiant à l'université d'Emerson.
- Sarah, la fidèle gouvernante des Roy, qui a élevé Alice à la mort de sa mère.
- Togo, petit chien fox-terrier d'Alice.

### Personnages spécifiques à ce roman
- Bill et Danny Scott, frères, amis de Bess et de Marion.
- Gloria Harwick, ancienne camarade de lycée d'Alice.
- M. Parnell, propriétaire de la boutique de costumes Le Joyeux Carnaval.
- M. Tombar, sous-directeur de la boutique de costumes Le Joyeux Carnaval.
- Linda Sedley (Linda Seeley en VO), amie d'école primaire d'Alice, employée dans la boutique de M. Parnell.
- Robert Snecker, un malandrin.
- Florence Snecker, femme de Robert Snecker.
- Jerry Goff, un malandrin.
- Mme Ridley, malfaiteur.
- Gertrude Kriff, malfaiteur.

## Éditions françaises
- 1955 : Alice au bal masqué — Hachette, coll. « Bibliothèque verte », cartonné (français, version originale). Illustré par Albert Chazelle. Texte français de Hélène Commin. 25 chapitres. 254 p.
- 1967 : Alice au bal masqué — Hachette, coll. « La Galaxie » « 3-en-un », cartonné (français, version abrégée). Nouvelles illustrations d'Albert Chazelle.
- 1967 : Alice au bal masqué — Hachette, collection Idéal-Bibliothèque no 291, cartonné (français, version abrégée). Illustré par Albert Chazelle.
- 1971 : Alice au bal masqué — Hachette, coll. « La Galaxie », cartonné (français, version abrégée). Illustré par Guy Maynard.
- 1975 : Alice au bal masqué — Hachette, coll. « Bibliothèque verte », cartonné (français, version originale). Illustré par Albert Chazelle. Texte français de Hélène Commin. 25 chapitres. 254 p. . C'est une réédition de l'édition de 1955[3].
- 1977 : Alice au bal masqué — France Loisirs, cartonné (français, version originale). Couverture illustrée par C. Leborne (pas d’illustrations intérieures).
- 1979 : Alice au bal masqué — Hachette, coll. « Bibliothèque verte », cartonné (français, version abrégée). Illustré par Jean-Louis Mercier. Texte français de Hélène Commin. 25 chapitres. 187 p.
- 1983 : Alice au bal masqué — Hachette, coll. « Bibliothèque verte »[4], cartonné (français, version abrégée). Couverture de Philippe Daure, illustrations intérieures de Jean-Louis Mercier. Texte français de Hélène Commin. 25 chapitres. 187 p.
- 1993 : Alice au bal masqué — Hachette, coll. « Bibliothèque verte » no 477, souple (français, version abrégée). Illustrations de Philippe Daure.
- 2002 : Alice au bal masqué — Hachette, coll. « Bibliothèque verte »[5], souple (français, version abrégée). Illustrations de Philippe Daure.
- 2006 : Alice au bal masqué — Hachette, coll. « Bibliothèque verte » (série Marguerite Sauvage), souple (français, version abrégée). Illustrations de Marguerite Sauvage. Texte français de Hélène Commin. 25 chapitres. 218 p.